# Mercatino Conca
Mercatino Conca – miejscowość i gmina we Włoszech, w regionie Marche, w prowincji Pesaro i Urbino.
Według danych na rok 2004 gminę zamieszkiwało 1030 osób, 73,6 os./km².

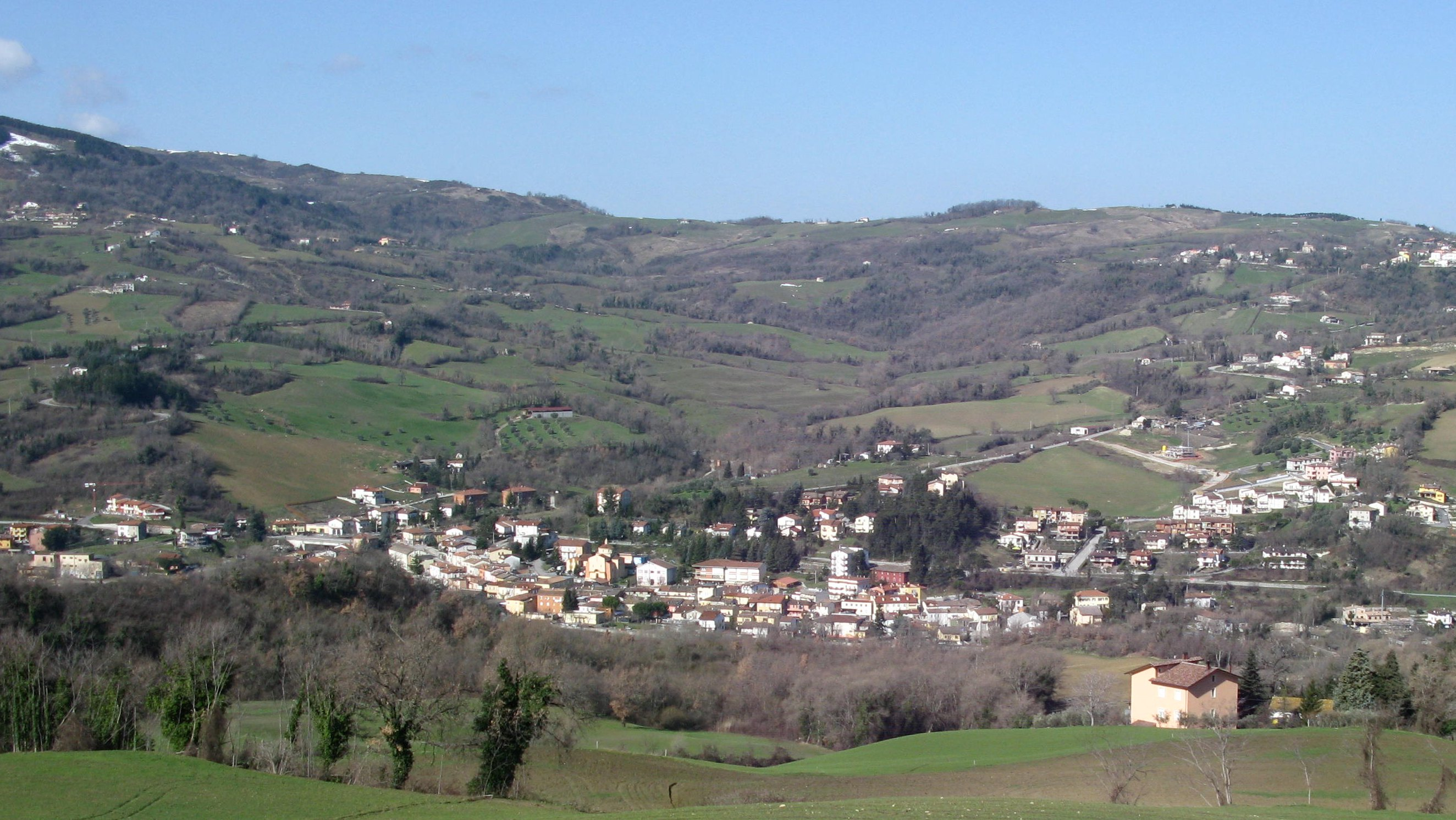
Mercatino Conca